# Fazenda São João da Prosperidade
Fazenda São João da Prosperidade é uma propriedade rural histórica fundada no século XIX por Antônio Gonçalves de Morais no município da Barra do Piraí, no estado do Rio de Janeiro.

## Histórico

### Fundação
A fazenda, inicialmente chamada de Fazenda da Prosperidade foi adquirida entre os anos 1820 e 1830 por meio de sesmaria por José Gonçalves de Moraes, o futuro Barão de Piraí para seu filho Antônio Gonçalves de Moraes, que tinha apenas 11 anos na época. A principal atividade durante esse período foi a plantação de café.

### Atualidade
Atualmente a propriedade pertence à Magid Breves Muniz possuindo 40 alqueires mineiros e tem como principais atividades o turismo, gado de corte, produção de linguiça e reflorestamento de eucalipto.

## Arquitetura
O casarão foi construído em estilo colonial e possui largas paredes de pedra e de pau a pique, um pé de direito alto e telhados bastante inclinados com telhas feitas à mão, além de um assoalho feito com tábuas largas. Na parte interna, possui quinze quartos, seis salões, um pátio interno e cozinha. Na parte externa encontra-se um terreiro de café que era cercados por construções já demolidas, formados pela senzala, moinho, tulhas e de um abrigo destinado às tropas de mulas que levavam o café.